# Dammbach (gmina)
Dammbach – miejscowość i gmina w Niemczech, w kraju związkowym Bawaria, w rejencji Dolna Frankonia, w regionie Bayerischer Untermain, w powiecie Aschaffenburg, wchodzi w skład wspólnoty administracyjnej Mespelbrunn. Leży w paśmie górskim Spessart, około 18 km na południowy wschód od Aschaffenburga.
1 stycznia 2021 do gminy przyłączono 3,33 km² terenu pochodzącego z obszaru wolnego administracyjnie Rohrbrunner Forst.

## Polityka
Wójtem jest Roland Bauer. Rada gminy składa się z 14 członków:
|      | CSU | Bezpartyjna Wspólnota Wyborcza | Razem     |
| 2002 | 9   | 5                              | 14 miejsc |